# Lista de episódios de The Middle

Elenco da série The Middle.

Segue abaixo a lista de episódios da série de televisão americana de comédia de situação, The Middle. A série, criada por DeAnn Heline e Eileen Heisler, estreou em 30 de setembro de 2009 pela rede de televisão ABC, e retrata a vida de Frankie (Patricia Heaton), uma vendedora de carros usados, e Mike Heck (Neil Flynn), um gerente de uma pequena empresa de mineração. Na série, o casal luta para criar seus três filhos: o inconsequente Axl (Charlie McDermott), a impopular Sue (Eden Sher) e o inteligente e indiferente Brick (Atticus Shaffer).
A série foi bem recebida positivamente pelos críticos de televisão, recebendo uma pontuação de 70% dos comentários no site Metacritic.Depois de apenas dois episódios, a ABC renovou a série para uma temporada completa de 24 episódios. Em 25 de janeiro de 2017, a ABC renovou a série para uma nona temporada, mais tarde anunciada como a última do programa.
The Middle teve um total de 215 episódios exibidos, e nove temporadas.

## Resumo
| Temporada | Temporada | Episódios | Exibição original      | Exibição original  | Lançamento do DVD      | Lançamento do DVD      | Lançamento do DVD     |
| Temporada | Temporada | Episódios | Estreia da Temporada   | Final da Temporada | Região 1               | Região 2               | Região 4              |
| --------- | --------- | --------- | ---------------------- | ------------------ | ---------------------- | ---------------------- | --------------------- |
|           | 1         | 24        | 30 de setembro de 2009 | 19 de maio de 2010 | 31 de agosto de 2010   | 26 de setembro de 2011 | 13 de janeiro de 2011 |
|           | 2         | 24        | 22 de setembro de 2010 | 25 de maio de 2011 | 27 de setembro de 2011 | 5 de novembro de 2012  | 6 de outubro de 2011  |
|           | 3         | 24        | 21 de setembro de 2011 | 23 de maio de 2012 | 8 de outubro de 2013   | N/A                    | N/A                   |
|           | 4         | 24        | 26 de setembro de 2012 | 22 de maio de 2013 | N/A                    | N/A                    | N/A                   |
|           | 5         | 24        | 25 de setembro de 2013 | 21 de maio de 2014 | N/A                    | N/A                    | N/A                   |
|           | 6         | 24        | 24 de setembro de 2014 | 13 de maio de 2015 | N/A                    | N/A                    | N/A                   |
|           | 7         | 24        | 23 de Setembro de 2015 | 18 de maio de 2016 | N/A                    | N/A                    | N/A                   |
|           | 8         |           | 11 de outubro de 2016  |                    |                        |                        |                       |

## Lista de episódios

### Primeira Temporada (2009–10)
| # S | # T | Título                     | Diretor(es)                | Roteirista(s)                 | Estreia nos EUA         | Código de Prod. | Audiência nos EUA (em milhões) |
| --- | --- | -------------------------- | -------------------------- | ----------------------------- | ----------------------- | --------------- | ------------------------------ |
| 1   | 1   | "Pilot"                    | Julie Anne Robinson        | DeAnn Heline e Eileen Heisler | 30 de setembro de 2009  | 276047          | 8.71                           |
| 2   | 2   | "The Cheerleader"          | Lee Shallat Chemel         | DeAnn Heline e Eileen Heisler | 7 de outubro de 2009    | 3X5701          | 6.79                           |
| 3   | 3   | "The Floating Anniversary" | Gail Mancuso               | Rob Ulin                      | 14 de outubro de 2009   | 3X5703          | 6.77                           |
| 4   | 4   | "The Trip"                 | Lee Shallat Chemel         | Jana Hunter e Mitch Hunter    | 21 de outubro de 2009   | 3X5704          | 6.53                           |
| 5   | 5   | "The Block Party"          | Ken Whittingham            | Alex Reid                     | 28 de outubro de 2009   | 3X5702          | 6.49                           |
| 6   | 6   | "The Front Door"           | Michael Spiller            | Russ Woody                    | 4 de novembro de 2009   | 3X5705          | 6.04                           |
| 7   | 7   | "The Scratch"              | Wendey Stanzler, Alex Reid | DeAnn Heline e Eileen Heisler | 18 de novembro de 2009  | 3X5706          | 7.06                           |
| 8   | 8   | "Thanksgiving"             | Michael Spiller            | Vijal Patel                   | 25 de novembro de 2009  | 3X5707          | 6.00                           |
| 9   | 9   | "Siblings"                 | Barnet Kellman             | Rob Ulin                      | 2 de dezembro de 2009   | 3X5708          | 6.19                           |
| 10  | 10  | "Christmas"                | Reginald Hudlin            | Roy Brown                     | 9 de dezembro de 2009   | 3X5709          | 7.69                           |
| 11  | 11  | "The Jeans"                | Jamie Babbit               | Jana Hunter e Mitch Hunter    | 6 de janeiro de 2010    | 3X5710          | 7.55                           |
| 12  | 12  | "The Neighbor"             | Lee Shallat Chemel         | Jana Hunter e Mitch Hunter    | 6 de janeiro de 2010    | 3X5711          | 8.17                           |
| 13  | 13  | "The Interview"            | Ken Whittingham            | Vijal Patel                   | 13 de janeiro de 2010   | 3X5712          | 5.95                           |
| 14  | 14  | "The Yelling"              | Elliot Hegarty             | Rob Ulin                      | 3 de fevereiro de 2010  | 3X5713          | 7.32                           |
| 15  | 15  | "Valentine's Day"          | Chris Koch                 | Bruce Rasmussen               | 10 de fevereiro de 2010 | 3X5714          | 7.83                           |
| 16  | 16  | "The Bee"                  | Ken Whittingham            | Eileen Heisler e DeAnn Heline | 3 de março de 2010      | 3X5717          | 6.02                           |
| 17  | 17  | "The Break-Up"             | Wendey Stanzler            | Vijal Patel                   | 10 de março de 2010     | 3X5715          | 6.32                           |
| 18  | 18  | "The Fun House"            | Chris Koch                 | Roy Brown                     | 24 de março de 2010     | 3X5716          | 7.16                           |
| 19  | 19  | "The Final Four"           | Alex Reid                  | Rob Ulin                      | 31 de março de 2010     | 3X5719          | 6.23                           |
| 20  | 20  | "TV or Not TV"             | Lee Shallat Chemel         | Vijal Patel                   | 14 de abril de 2010     | 3X5718          | 6.70                           |
| 21  | 21  | "Worry Duty"               | Lee Shallat Chemel         | Bruce Rasmussen               | 28 de abril de 2010     | 3X5720          | 7.10                           |
| 22  | 22  | "Mother's Day"             | Barnet Kellman             | Mitch Hunter e Jana Hunter    | 5 de maio de 2010       | 3X5721          | 6.75                           |
| 23  | 23  | "Signals"                  | Jamie Babbit               | DeAnn Heline e Eileen Heisler | 12 de maio de 2010      | 3X5722          | 7.49                           |
| 24  | 24  | "Average Rules"            | Wendey Stanzler            | DeAnn Heline e Eileen Heisler | 19 de maio de 2010      | 3X5723          | 7.55                           |

### Segunda Temporada (2010-2011)
| # S | # T | Título                        | Diretor(es)        | Roteirista(s)                 | Estreia nos EUA         | Código de Prod. | Audiência nos EUA (em milhões) |
| --- | --- | ----------------------------- | ------------------ | ----------------------------- | ----------------------- | --------------- | ------------------------------ |
| 25  | 1   | "Back to School"              | Wendey Stanzler    | DeAnn Heline e Eileen Heisler | 22 de setembro de 2010  | 3X6501          | 8.81                           |
| 26  | 2   | "Homecoming"                  | Ken Whittingham    | Rob Ulin                      | 29 de setembro de 2010  | 3X6502          | 8.35                           |
| 27  | 3   | "The Diaper Incident"         | Wendey Stanzler    | Vijal Patel                   | 6 de outubro de 2010    | 3X6503          | 8.03                           |
| 28  | 4   | "The Quarry"                  | Lee Shallat Chemel | Alex Reid                     | 13 de outubro de 2010   | 3X6505          | 7.97                           |
| 29  | 5   | "Foreign Exchange"            | Paul Lazarus       | Jana Hunter e Mitch Hunter    | 20 de outubro de 2010   | 3X6506          | 8.54                           |
| 30  | 6   | "Halloween"                   | Jamie Babbit       | Roy Brown                     | 27 de outubro de 2010   | 3X6507          | 9.54                           |
| 31  | 7   | "A Birthday Story"            | Ken Whittingham    | Vijal Patel                   | 3 de novembro de 2010   | 3X6508          | 9.42                           |
| 32  | 8   | "Errand Boy"                  | Lee Shallat Chemel | Tim Hobert                    | 17 de novembro de 2010  | 3X6509          | 9.19                           |
| 33  | 9   | "Thanksgiving II"             | Ken Whittingham    | Rob Ulin                      | 24 de novembro de 2010  | 3X6504          | 8.25                           |
| 34  | 10  | "A Simple Christmas"          | Elliot Hegarty     | Mitch Hunter e Jana Hunter    | 8 de dezembro de 2010   | 3X6510          | 8.68                           |
| 35  | 11  | "Taking Back the House"       | Barnet Kellman     | DeAnn Heline e Eileen Heisler | 5 de janeiro de 2011    | 3X6511          | 9.31                           |
| 36  | 12  | "The Big Chill"               | Lee Shallat Chemel | Rob Ulin                      | 12 de janeiro de 2011   | 3X6512          | 10.09                          |
| 37  | 13  | "Super Sunday"                | Paul Lazarus       | Vijal Patel                   | 19 de janeiro de 2011   | 3X6513          | 8.32                           |
| 38  | 14  | "Valentine's Day II"          | Lee Shallat Chemel | Roy Brown                     | 9 de fevereiro de 2011  | 3X6514          | 8.84                           |
| 39  | 15  | "Friends, Lies and Videotape" | Alex Reid          | Tim Hobert                    | 16 de fevereiro de 2011 | 3X6515          | 7.85                           |
| 40  | 16  | "Hecks on a Plane"            | Elliot Hegarty     | DeAnn Heline e Eileen Heisler | 23 de fevereiro de 2011 | 3X6516          | 7.96                           |
| 41  | 17  | "The Math Class"              | Alex Reid          | Jana Hunter e Mitch Hunter    | 2 de março de 2011      | 3X6517          | 7.86                           |
| 42  | 18  | "Spring Cleaning"             | Barnet Kellman     | Vijal Patel                   | 23 de março de 2011     | 3X6518          | 7.05                           |
| 43  | 19  | "The Legacy"                  | Adam Davidson      | Rob Ulin                      | 13 de abril de 2011     | 3X6519          | 6.14                           |
| 44  | 20  | "Royal Wedding"               | Ken Whittingham    | Vijal Patel                   | 20 de abril de 2011     | 3X6520          | 6.82                           |
| 45  | 21  | "Mother's Day II"             | Lee Shallat Chemel | Tim Hobert                    | 4 de maio de 2011       | 3X6521          | 7.08                           |
| 46  | 22  | "The Prom"                    | Ken Whittingham    | Michael Saltzman              | 11 de maio de 2011      | 3X6522          | 7.25                           |
| 47  | 23  | "The Bridge"                  | Lee Shallat Chemel | Roy Brown                     | 18 de maio de 2011      | 3X6523          | 7.68                           |
| 48  | 24  | "Back to Summer"              | Ken Whittingham    | DeAnn Heline e Eileen Heisler | 25 de maio de 2011      | 3X6524          | 7.33                           |

### Terceira Temporada (2011-2012)
| # S | # T | Título                       | Diretor(es)        | Roteirista(s)                         | Estreia nos EUA         | Código de Prod. | Audiência nos EUA (em milhões) |
| --- | --- | ---------------------------- | ------------------ | ------------------------------------- | ----------------------- | --------------- | ------------------------------ |
| 49  | 1   | "Forced Family Fun (Part 1)" | Lee Shallat Chemel | Vijal Patel                           | 21 de setembro de 2011  | 3X6901          | 9.74                           |
| 50  | 2   | "Forced Family Fun (Part 2)" | Ken Whittingham    | Vijal Patel                           | 21 de setembro de 2011  | 3X6902          | 9.74                           |
| 51  | 3   | "Hecking Order"              | Elliot Hegarty     | Roy Brown                             | 28 de setembro de 2011  | 3X6903          | 8.68                           |
| 52  | 4   | "Major Changes"              | Lee Shallat Chemel | Eileen Heisler e DeAnn Heline         | 5 de outubro de 2011    | 3X6904          | 9.13                           |
| 53  | 5   | "The Test"                   | Elliot Hegarty     | Tim Hobert                            | 12 de outubro de 2011   | 3X6905          | 8.87                           |
| 54  | 6   | "Bad Choices"                | Lee Shallat Chemel | Jana Hunter e Mitch Hunter            | 19 de outubro de 2011   | 3X6906          | 9.13                           |
| 55  | 7   | "Halloween II"               | Elliot Hegarty     | David S. Rosenthal                    | 26 de outubro de 2011   | 3X6907          | 10.16                          |
| 56  | 8   | "Heck's Best Thing"          | Lee Shallat Chemel | Vijal Patel                           | 2 de novembro de 2011   | 3X6908          | 9.41                           |
| 57  | 9   | "The Play"                   | Eyal Gordin        | Roy Brown, Jana Hunter e Mitch Hunter | 16 de novembro de 2011  | 3X6909          | 9.19                           |
| 58  | 10  | "Thanksgiving III"           | Elliot Hegarty     | Tim Hobert                            | 23 de novembro de 2011  | 3X6910          | 9.08                           |
| 59  | 11  | "A Christmas Gift"           | Blake Evans        | Jana Hunter e Mitch Hunter            | 7 de dezembro de 2011   | 3X6911          | 8.72                           |
| 60  | 12  | "Year of the Hecks"          | Elliot Hegarty     | David S. Rosenthal                    | 4 de janeiro de 2012    | 3X6912          | 9.99                           |
| 61  | 13  | "The Map"                    | Lee Shallat Chemel | DeAnn Heline e Eileen Heisler         | 11 de janeiro de 2012   | 3X6913          | 9.45                           |
| 62  | 14  | "Hecking It Up"              | Blake T. Evans     | Vijal Patel                           | 18 de janeiro de 2012   | 3X6914          | 8.08                           |
| 63  | 15  | "Valentine's Day III"        | Lee Shallat Chemel | Jana Hunter e Mitch Hunter            | 8 de fevereiro de 2012  | 3X6915          | 8.44                           |
| 64  | 16  | "The Concert"                | Phil Traill        | Roy Brown                             | 15 de fevereiro de 2012 | 3X6916          | 8.04                           |
| 65  | 17  | "The Sit Down"               | Lee Shallat Chemel | Tim Hobert                            | 22 de fevereiro de 2012 | 3X6917          | 7.48                           |
| 66  | 18  | "Leap Year"                  | Alex Hardcastle    | David S. Rosenthal                    | 29 de fevereiro de 2012 | 3X6918          | 8.23                           |
| 67  | 19  | "The Paper Route"            | Lee Shallat Chemel | Jack Burditt                          | 14 de março de 2012     | 3X6919          | 6.93                           |
| 68  | 20  | "Get Your Business Done"     | Blake T. Evans     | Vijal Patel                           | 11 de abril de 2012     | 3X6920          | 7.06                           |
| 69  | 21  | "The Guidance Counselor"     | Lee Shallat Chemel | Jana Hunter e Mitch Hunter            | 2 de maio de 2012       | 3X6921          | 6.63                           |
| 70  | 22  | "The Clover"                 | Phil Traill        | Roy Brown                             | 9 de maio de 2012       | 3X6922          | 6.60                           |
| 71  | 23  | "The Telling"                | Lee Shallat Chemel | Tim Hobert                            | 16 de maio de 2012      | 3X6923          | 6.53                           |
| 72  | 24  | "The Wedding"                | Phil Traill        | Vijal Patel                           | 23 de maio de 2012      | 3X6924          | 6.52                           |

### Quarta Temporada (2012-2013)
| # S | # T | Título                          | Diretor(es)        | Roteirista(s)                 | Estreia nos EUA         | Código de Prod. | Audiência nos EUA (em milhões) |
| --- | --- | ------------------------------- | ------------------ | ----------------------------- | ----------------------- | --------------- | ------------------------------ |
| 73  | 1   | "Last Whiff of Summer (Part 1)" | Lee Shallat Chemel | Eileen Heisler e DeAnn Heline | 26 de setembro de 2012  | 3X7451          | 9.16                           |
| 74  | 2   | "Last Whiff of Summer (Part 2)" | Lee Shallat Chemel | Eileen Heisler e DeAnn Heline | 26 de setembro de 2012  | 3X7452          | 9.16                           |
| 75  | 3   | "The Second Act"                | Blake T. Evans     | Tim Hobert                    | 3 de outubro de 2012    | 3X7453          | 7.72                           |
| 76  | 4   | "Bunny Therapy"                 | Elliot Hegarty     | Jana Hunter e Mitch Hunter    | 10 de outubro de 2012   | 3X7454          | 7.90                           |
| 77  | 5   | "The Hose"                      | Lee Shallat Chemel | Stacey Pulwer                 | 17 de outubro de 2012   | 3X7455          | 8.39                           |
| 78  | 6   | "Halloween III: The Driving"    | Phil Traill        | Roy Brown                     | 24 de outubro de 2012   | 3X7456          | 8.80                           |
| 79  | 7   | "The Safe"                      | Lee Shallat Chemel | Robin Shorr                   | 7 de novembro de 2012   | 3X7457          | 9.04                           |
| 80  | 8   | "Thanksgiving IV"               | Blake T. Evans     | Tim Hobert                    | 14 de novembro de 2012  | 3X7458          | 8.79                           |
| 81  | 9   | "Christmas Help"                | Phil Traill        | Jana Hunter e Mitch Hunter    | 5 de dezembro de 2012   | 3X7459          | 7.98                           |
| 82  | 10  | "Twenty Years"                  | Phil Traill        | David S. Rosenthal            | 12 de dezembro de 2012  | 3X7460          | 7.29                           |
| 83  | 11  | "Life Skills"                   | Lee Shallat Chemel | Roy Brown                     | 9 de janeiro de 2013    | 3X7461          | 8.39                           |
| 84  | 12  | "One Kid at a Time"             | Elliot Hegarty     | David S. Rosenthal            | 16 de janeiro de 2013   | 3X7462          | 8.21                           |
| 85  | 13  | "The Friend"                    | Lee Shallat Chemel | Robin Shorr                   | 23 de janeiro de 2013   | 3X7463          | 8.55                           |
| 86  | 14  | "The Smile"                     | Elliot Hegarty     | Tim Hobert                    | 6 de fevereiro de 2013  | 3X7464          | 8.21                           |
| 87  | 15  | "Valentine's Day IV"            | Phil Traill        | Jana Hunter e Mitch Hunter    | 13 de fevereiro de 2013 | 3X7465          | 7.72                           |
| 88  | 16  | "Winners and Losers"            | John Putch         | David S. Rosenthal            | 20 de fevereiro de 2013 | 3X7466          | 8.27                           |
| 89  | 17  | "Wheel of Pain"                 | Lee Shallat Chemel | Michael Saltzman              | 27 de fevereiro de 2013 | 3X7467          | 7.97                           |
| 90  | 18  | "The Name"                      | Alex Hardcastle    | Roy Brown                     | 27 de março de 2013     | 3X7468          | 6.90                           |
| 91  | 19  | "The Bachelor"                  | Lee Shallat Chemel | Tim Hobert                    | 3 de abril de 2013      | 3X7469          | 7.22                           |
| 92  | 20  | "Dollar Days"                   | Phil Traill        | Jana Hunter e Mitch Hunter    | 10 de abril de 2013     | 3X7470          | 7.55                           |
| 93  | 21  | "From Orson with Love"          | Lee Shallat Chemel | Robin Shorr                   | 1 de maio de 2013       | 3X7471          | 7.41                           |
| 94  | 22  | "Hallelujah Hoedown"            | Blake T. Evans     | David S. Rosenthal            | 8 de maio de 2013       | 3X7472          | 6.80                           |
| 95  | 23  | "The Ditch"                     | Lee Shallat Chemel | Roy Brown                     | 15 de maio de 2013      | 3X7473          | 6.76                           |
| 96  | 24  | "The Graduation"                | Eileen Heisler     | Tim Hobert                    | 22 de maio de 2013      | 3X7474          | 7.70                           |

### Quinta Temporada (2013-2014)
| # S | # T | Título                          | Diretor(es)         | Roteirista(s)                 | Estreia nos EUA         | Código de Prod. | Audiência nos EUA (em milhões) |
| --- | --- | ------------------------------- | ------------------- | ----------------------------- | ----------------------- | --------------- | ------------------------------ |
| 97  | 1   | The Drop Off                    | Lee Shallat Chemel  | DeAnn Heline & Eileen Heisler | 25 de setembro de 2013  | 4X5501          | 8.94                           |
| 98  | 2   | Change in the Air               | Blake T. Evans      | Jana Hunter & Mitch Hunter    | 2 de outubro de 2013    | 4X5502          | 8.03                           |
| 99  | 3   | The Potato                      | Lee Shallat Chemel  | Tim Hobert                    | 9 de outubro de 2013    | 4X5503          | 8.25                           |
| 100 | 4   | The 100th                       | Blake T. Evans      | David S. Rosenthal            | 23 de outubro de 2013   | 4X5504          | 8.31                           |
| 101 | 5   | "Halloween IV: The Ghost Story" | Lee Shallat Chemel  | Roy Brown                     | 30 de outubro de 2013   | 4X5505          | 8.03                           |
| 102 | 6   | "The Jump"                      | Elliot Hegarty      | Robin Shorr                   | 13 de novembro de 2013  | 4X5506          | 8.93                           |
| 103 | 7   | "Thanksgiving V"                | Lee Shallat Chemel  | David S. Rosenthal            | 20 de novembro de 2013  | 4X5507          | 8.53                           |
| 104 | 8   | "The Kiss"                      | Elliot Hegarty      | Jana Hunter & Mitch Hunter    | 4 de dezembro de 2013   | 4X5508          | 7.41                           |
| 105 | 9   | "The Christmas Tree"            | Lee Shallat Chemel  | Tim Hobert                    | 11 de dezembro de 2013  | 4X5509          | 8.08                           |
| 106 | 10  | "Sleepless in Orson"            | Blake T. Evans      | Roy Brown                     | 8 de janeiro de 2014    | 4X5510          | 8.82                           |
| 107 | 11  | "War of the Hecks"              | Lee Shallat Chemel  | Robin Shorr                   | 15 de janeiro de 2014   | 4X5511          | 7.51                           |
| 108 | 12  | "The Carpool"                   | Julie Anne Robinson | Jana Hunter & Mitch Hunter    | 22 de janeiro de 2014   | 4X5512          | 8.04                           |
| 109 | 13  | "Hungry Games"                  | Lee Shallat Chemel  | David S. Rosenthal            | 5 de fevereiro de 2014  | 4X5513          | 8.56                           |
| 110 | 14  | "The Award"                     | Phil Traill         | Katy Ballard                  | 26 de fevereiro de 2014 | 4X5514          | 6.98                           |
| 111 | 15  | "Vacation Days"                 | Phil Traill         | Tim Hobert                    | 5 de março de 2014      | 4X5515          | 7.32                           |
| 112 | 16  | "Stormy Moon"                   | John Putch          | Robin Shorr                   | 12 de março de 2014     | 4X5516          | 7.48                           |
| 113 | 17  | "The Walk"                      | Lee Shallat Chemel  | David S. Rosenthal            | 26 de março de 2014     | 4X5517          | 7.28                           |
| 114 | 18  | "The Smell"                     | Phil Traill         | Roy Brown                     | 2 de abril de 2014      | 4X5518          | 7.20                           |
| 115 | 19  | "The Wind Chimes"               | Lee Shallat Chemel  | Jana Hunter & Mitch Hunter    | 23 de abril de 2014     | 4X5519          | 7.19                           |
| 116 | 20  | "The Optimist"                  | Lee Shallat Chemel  | Tim Hobert                    | 30 de abril de 2014     | 4X5520          | 7.39                           |
| 117 | 21  | "Office Hours"                  | Lee Shallat Chemel  | Ben Adams                     | 7 de maio de 2014       | 4X5521          | 6.65                           |
| 118 | 22  | "Heck on a Hard Body"           | Blake T. Evans      | Jana Hunter & Mitch Hunter    | 14 de maio de 2014      | 4X5522          | 7.14                           |
| 119 | 23  | "Orlando"                       | Eileen Heisler      | David S. Rosenthal            | 21 de maio de 2014      | 4X5523          | 7.85                           |
| 120 | 24  | "The Wonderful World of Hecks"  | Lee Shallat Chemel  | Tim Hobert                    | 21 de maio de 2014      | 4X5524          | 7.85                           |

### Sexta Temporada (2014-2015)
| # S | # T | Título                      | Diretor(es)        | Roteirista(s)                 | Estreia nos EUA         | Código de Prod. | Audiência nos EUA (em milhões) |
| --- | --- | --------------------------- | ------------------ | ----------------------------- | ----------------------- | --------------- | ------------------------------ |
| 121 | 1   | "Unbraceable You"           | Lee Shallat Chemel | Tim Hobert                    | 24 de setembro de 2014  | 4X6601          | 7.59                           |
| 122 | 2   | "The Loneliest Locker"      | Blake T. Evans     | Jana Hunter & Mitch Hunter    | 1 de outubro de 2014    | 4X6602          | 7.42                           |
| 123 | 3   | "Major Anxiety"             | Phil Traill        | Rich Dahm                     | 8 de outubro de 2014    | 4X6603          | 7.44                           |
| 124 | 4   | "The Table"                 | Lee Shallat Chemel | Roy Brown                     | 22 de outubro de 2014   | 4X6604          | 7.29                           |
| 125 | 5   | "Halloween V"               | Lee Shallat Chemel | Robin Shorr                   | 29 de outubro de 2014   | 4X6605          | 6.99                           |
| 126 | 6   | "The Sinkhole"              | Melissa Kosar      | Katie Ballard                 | 12 de novembro de 2014  | 4X6606          | 8.10                           |
| 127 | 7   | "Thanksgiving VI"           | Lee Shallat Chemel | Tim Hobert                    | 19 de novembro de 2014  | 4X6607          | 8.32                           |
| 128 | 8   | "The College Tour"          | Blake T. Evans     | Rich Dahm                     | 3 de dezembro de 2014   | 4X6608          | 7.04                           |
| 129 | 9   | "The Christmas Wall"        | Lee Shallat Chemel | Roy Brown                     | 10 de dezembro de 2014  | 4X6609          | 8.11                           |
| 130 | 10  | "Pam Freakin' Staggs"       | Elliot Hegarty     | Mitch Hunter e Jana Hunter    | 7 de janeiro de 2015    | 4X6611          | 8.46                           |
| 131 | 11  | "A Quarry Story"            | Clare Kilner       | Ilana Wernick                 | 14 de janeiro de 2015   | 4X6610          | 7.79                           |
| 132 | 12  | "Hecks on a Train"          | Lee Shallat Chemel | Tim Hobert                    | 4 de fevereiro de 2015  | 4X6612          | 8.26                           |
| 133 | 13  | "Valentine's Day VI"        | Lee Shallat Chemel | Rich Dahm                     | 11 de fevereiro de 2015 | 4X6615          | 7.82                           |
| 134 | 14  | "The Answer"                | Phil Traill        | Tim Hobert                    | 18 de fevereiro de 2015 | 4X6616          | 7.70                           |
| 135 | 15  | "Steaming Pile of Guilt"    | Lee Shallat Chemel | Robin Shorr                   | 25 de fevereiro de 2015 | 4X6613          | 7.47                           |
| 136 | 16  | "Flirting with Disaster"    | Phil Traill        | Roy Brown                     | 4 de março de 2015      | 4X6614          | 8.20                           |
| 137 | 17  | "The Waiting Game"          | Danny Salles       | Katy Ballard                  | 25 de março de 2015     | 4X6618          | 7.34                           |
| 138 | 18  | "Operation Infiltration"    | Melissa Kosar      | Ilana Wernick                 | 1 de abril de 2015      | 4X6619          | 7.64                           |
| 139 | 19  | "Siblings and Sombreros"    | Melissa Kosar      | Jana Hunter & Mitch Hunter    | 8 de abril de 2015      | 4X6617          | 7.28                           |
| 140 | 20  | "Food Courting"             | Blake T. Evans     | Jana Hunter & Mitch Hunter    | 15 de abril de 2015     | 4X6620          | 7.52                           |
| 141 | 21  | "Two of a Kind"             | Danny Salles       | Tim Hobert                    | 22 de abril de 2015     | 4X6621          | 7.82                           |
| 142 | 22  | "While You Were Sleeping"   | Blake T. Evans     | Roy Brown                     | 29 de abril de 2015     | 4X6622          | 7.39                           |
| 143 | 23  | "Mother's Day Reservations" | Lee Shallat Chemel | Rich Dahm                     | 6 de maio de 2015       | 3X6523          | 6.99                           |
| 144 | 24  | "The Graduate"              | Eileen Heisler     | DeAnn Heline e Eileen Heisler | 13 de maio de 2015      | 4X6624          | 7.03                           |

### Sétima Temporada (2015-2016)
| # S | # T | Título                          | Diretor(es)        | Roteirista(s)                 | Estreia nos EUA         | Código de Prod. | Audiência nos EUA (em milhões) |
| --- | --- | ------------------------------- | ------------------ | ----------------------------- | ----------------------- | --------------- | ------------------------------ |
| 145 | 1   | "Not Your Brother's Drop Off"   | Lee Shallat Chemel | Tim Hobert                    | 23 de setembro de 2015  | 4X7101          | 8.21                           |
| 146 | 2   | "Cutting the Cord"              | Danny Salles       | Rich Dahm                     | 30 de setembro de 2015  | 4X7102          | 7.91                           |
| 147 | 3   | "The Shirt"                     | Lee Shallat Chemel | Jana Hunter & Mitch Hunter    | 7 de outubro de 2015    | 4X7103          | 7.30                           |
| 148 | 4   | "Risky Business"                | Phil Traill        | Ilana Wernick                 | 14 de outubro de 2015   | 4X7104          | 7.12                           |
| 149 | 5   | "Land of the Lost"              | Lee Shallat Chemel | Roy Brown                     | 21 de outubro de 2015   | 4X7105          | 7.08                           |
| 150 | 6   | "Halloween VI: Tick Tock Death" | Elliot Hegarty     | Tim Hobert                    | 28 de outubro de 2015   | 4X7106          | 7.43                           |
| 151 | 7   | "Homecoming II: The Tailgate"   | Lee Shallat Chemel | Ilana Wernick                 | 11 de novembro de 2015  | 4X7107          | 7.62                           |
| 152 | 8   | "Thanksgiving VII"              | Elliot Hegarty     | Rich Dahm                     | 18 de novembro de 2015  | 4X6608          | 7.04                           |
| 153 | 9   | "The Convention"                | Lee Shallat Chemel | Jana Hunter & Mitch Hunter    | 2 de dezembro de 2015   | 4X7109          | 7.64                           |
| 154 | 10  | "Not So Silent Night"           | Melissa Kosar      | DeAnn Heline & Eileen Heisler | 9 de dezembro de 2015   | 4X7110          | 8.06                           |
| 155 | 11  | "The Rush"                      | Lee Shallat Chemel | Roy Brown                     | 6 de janeiro de 2016    | 4X7111          | 7.84                           |
| 156 | 12  | "Birds of a Feather"            | Victor Nelli       | Tim Hobert                    | 13 de janeiro de 2016   | 4X7112          | 7.46                           |
| 157 | 13  | "Floating 50"                   | Lee Shallat Chemel | Rich Dahm                     | 20 de janeiro de 2016   | 4X7113          | 7.24                           |
| 158 | 14  | "Film, Friends and Fruit Pies"  | Blake T. Evans     | Jana Hunter & Mitch Hunter    | 10 de fevereiro de 2016 | 4X7114          | 6.85                           |
| 159 | 15  | "Hecks at a Movie"              | Lee Shallat Chemel | Ilana Wernick                 | 17 de fevereiro de 2016 | 4X7115          | 7.29                           |
| 160 | 16  | "The Man Hunt"                  | Danny Salles       | Roy Brown                     | 24 de fevereiro de 2016 | 4X7116          | 7.30                           |
| 161 | 17  | "The Wisdom Teeth"              | Lee Shallat Chemel | Stacey Pulwer                 | 16 de março de 2016     | 4X7117          | 7.15                           |
| 162 | 18  | "A Very Donahue Vacation"       | Jaffar Mahmood     | Rich Dahm                     | 23 de março de 2016     | 4X7118          | 7.24                           |
| 163 | 19  | "Crushed"                       | Lee Shallat Chemel | Tim Hobert                    | 6 de abril de 2016      | 4X7119          | 7.04                           |
| 164 | 20  | "Survey Says..."                | Lee Shallat Chemel | Ilana Wernick                 | 13 de abril de 2016     | 4X7120          | 6.98                           |
| 165 | 21  | "The Lanai"                     | Blake T. Evans     | Jana Hunter & Mitch Hunter    | 27 de abril de 2016     | 4X7121          | 6.72                           |
| 166 | 22  | "Not Mother's Day"              | Lee Shallat        | Rich Dahm                     | 4 de maio de 2016       | 4X7122          | 7.02                           |
| 167 | 23  | "Find My Hecks"                 | Phil Traill        | Roy Brown                     | 11 de maio de 2016      | 4X7123          | 6.73                           |
| 168 | 24  | "The Show Must Go On"           | Lee Shallat Chemel | Tim Hobert                    | 18 de maio de 2016      | 4X7124          | 6.73                           |

### Oitava Temporada (2016-2017)
| # S | # T | Título                         | Diretor(es)        | Roteirista(s)              | Estreia nos EUA         | Código de Prod. | Audiência nos EUA (em milhões) |
| --- | --- | ------------------------------ | ------------------ | -------------------------- | ----------------------- | --------------- | ------------------------------ |
| 169 | 1   | "The Core Group"               | Lee Shallat Chemel | Illana Wernick             | 11 de outubro de 2016   | T12.15251       | 6.78                           |
| 170 | 2   | "A Tough Pill to Swallow"      | Phil Traill        | Rich Dahm                  | 18 de outubro de 2016   | T12.15252       | 6.02                           |
| 171 | 3   | "Halloween VII: The Heckoning" | Lee Shallat Chemel | Tim Hobert                 | 25 de outubro de 2016   | T12.15253       | 5.72                           |
| 172 | 4   | "True Grit"                    | Victor Nelli       | Jana Hunter & Mitch Hunter | 1 de novembro de 2016   | T12.15254       | 5.43                           |
| 173 | 5   | "Roadkill"                     | Lee Shallat Chemel | Roy Brown                  | 15 de novembro de 2016  | T12.15255       | 6.21                           |
| 174 | 6   | "Thanksgiving VIII"            | Elliot Hegarty     | Ilana Wernick              | 22 de novembro de 2016  | T12.15256       | 6.88                           |
| 175 | 7   | "Look Who's Not Talking"       | Lee Shallat Chemel | Tim Hobert                 | 29 de novembro de 2016  | T12.15257       | 6.62                           |
| 176 | 8   | "Trip and Fall"                | Elliot Hegarty     | Rich Dahm                  | 6 de dezembro de 2016   | T12.15258       | 6.06                           |
| 177 | 9   | "A Very Marry Christmas"       | Lee Shallat Chemel | Jana Hunter & Mitch Hunter | 13 de dezembro de 2016  | T12.15259       | 6.39                           |
| 178 | 10  | "Escape Orson"                 | Jaffar Mahmood     | Roy Brown                  | 3 de janeiro de 2017    | T12.15260       | 6.62                           |
| 179 | 11  | "Hoosier Maid"                 | Elliot Hegarty     | Bruce Rasmussen            | 10 de janeiro de 2017   | T12.15261       | 7.30                           |
| 180 | 12  | "Pitch Imperfect"              | Melissa Kosar      | Rich Dahm                  | 17 de janeiro de 2017   | T12.15262       | 6.67                           |
| 181 | 13  | "Ovary and Out"                | Elliot Hegarty     | Ilana Wernick              | 7 de fevereiro de 2017  | T12.15263       | 6.42                           |
| 182 | 14  | "Sorry Not Sorry"              | Phil Traill        | Tim Hobert                 | 14 de fevereiro de 2017 | T12.15264       | 6.32                           |
| 183 | 15  | "Dental Hijinks"               | Lee Shallat Chemel | Jana Hunter & Mitch Hunter | 21 de fevereiro de 2017 | T12.15265       | 6.27                           |